# Шасслу-Лоба, Гастон де
Граф Гасто́н де Шаслу́-Лоба́ (1867 — 20 ноября 1903, Париж) — французский автогонщик. Сын морского министра Проспера де Шаслу-Лоба, который был одним из сыновей наполеоновского генерала Франсуа де Шаслу-Лоба. 
В рамках соревнований, организованных французским журналом «La France Automobile», 18 декабря 1898 года установил первый официально зарегистрированный абсолютный рекорд скорости — 63,13 км/ч. В этот день на электромобиле марки Jeantaud (фр.) он преодолел дистанцию 1 км за 57 секунд.
Уже через месяц, 17 января 1899 года, он улучшил свой рекорд, достигнув скорости в 66,65 км/ч в первом из серии единоборств с бельгийским гонщиком Камилем Женатзи по прозвищу «Красный бес». Хотя спустя 10 дней Женатзи отнял рекорд, но 4 марта 1899 де Шаслу-Лоба вернул его, достигнув скорости в 92,69 км/ч. Последнюю точку в этом состязании поставил Женатзи 29 апреля 1899 года на электромобиле La Jamais Contente, достигнув скорости 105 км/ч (и впервые в истории преодолев рубеж 100 км/ч.) Этот рекорд продержался 3 года.
Он был одним из основателей Автомобильного клуба Франции и помог организовать первые крупные автомобильные гонки (в том числе Париж-Амстердам-Париж, первую французскую гонку с зарубежной остановкой, а также Париж-Бордо, Париж-Вьен и Париж-Берлин). Он был и стюардом гонки, и одним из участников Тур де Франс 1899 года. Инженер по образованию, Гастон опубликовал ряд технических трактатов о мотоспорте.
В 1900 году, с 14 мая по 16 октября, он был секретарём Комиссии по проведению соревнований в области автомобильного спорта (в частности, автомобилей, багги и мотоциклов) в рамках Всемирной выставки 1900 года - официально не признанной Олимпийским комитетом - в год проведения летних Олимпийских игр 1900 года, которые включали скоростные гонки Париж-Тулуза-Париж в течение 4 дней в июле. 

Граф умер в Ле-Канне, недалеко от Канн, в возрасте 37 лет после двух лет болезни. 

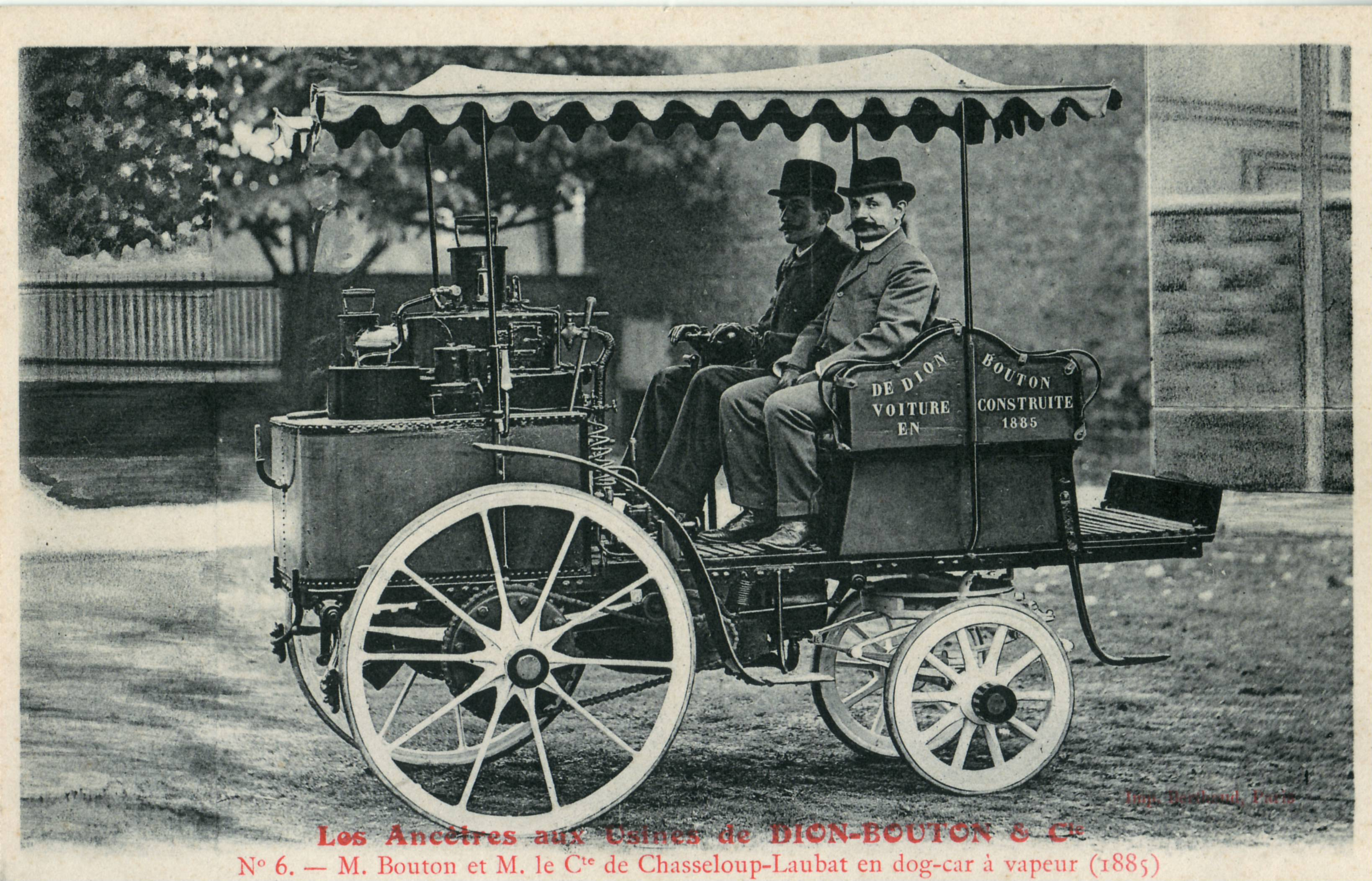
1885
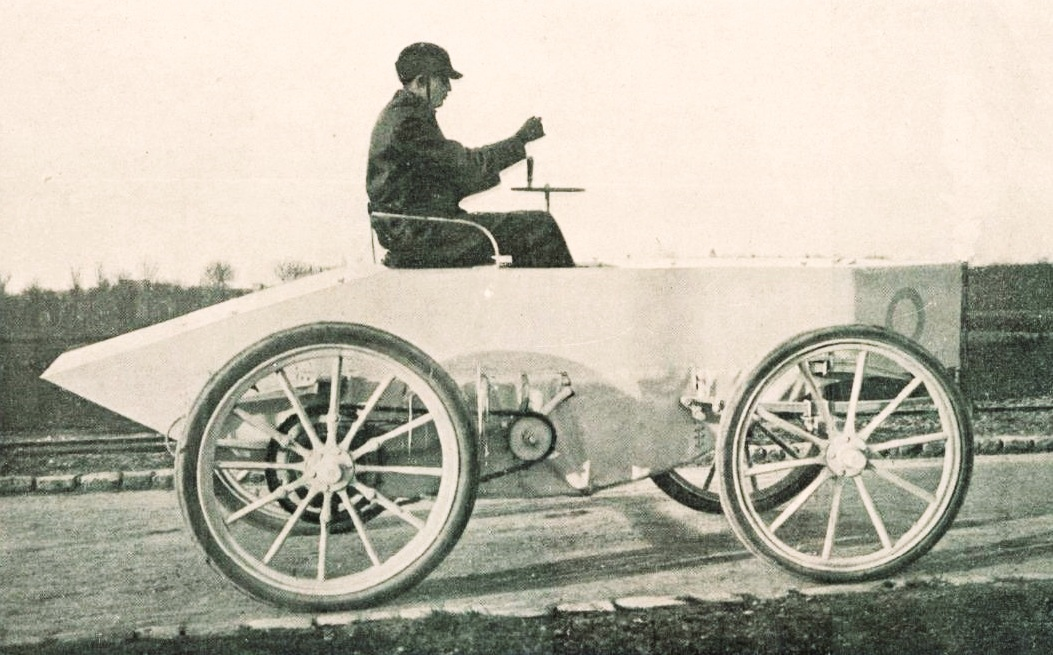
1899